# Tiramolla
Tiramolla è un personaggio dei fumetti ideato nel 1952 da Roberto Renzi e creato graficamente da Giorgio Rebuffi e caratterizzato poi da Umberto Manfrin, esordito l'8 agosto 1952 sul mensile Cucciolo delle Edizioni Alpe. Fu una novità nella storia del fumetto italiano in quanto il personaggio non è il classico animale antropomorfo ma un'invenzione del tutto originale e divenne protagonista di una propria testata omonima pubblicata per oltre quarant'anni per ben 638 numeri.

## Caratterizzazione del personaggio
Nell'episodio della storia di Cucciolo e Beppe "Il mistero della villa", il professor Nemus chiede l'aiuto ai due per ritrovare la formula più importante del secolo, faticoso frutto di un decennio di studi e misteriosamente scomparsa. Durante il sopralluogo investigativo al laboratorio dello scienziato, alla ricerca di eventuali indizi e prove del furto, si verifica all'improvviso una tremenda esplosione, causata dal maldestro Beppe nel tentativo di esaminare chimicamente un capello. Quando la nuvola dell'esplosione si deposita, compare Tiramolla, "il figlio della gomma e della colla".

## Storia editoriale
Il personaggio venne ideato da Roberto Renzi ispirato da un articolo di giornale nel quale si annunciava l'invenzione del silicone, descritto come una sostanza malleabile, allungabile, capace di assumere qualsiasi forma e che Renzi prese come spunto per creare un personaggio dalle fattezze umane ma interamente composto di silicone, presentato con lo slogan «Mi chiamo Tiramolla e son figlio della gomma e della colla». Si tratta di una grande novità nel panorama del fumetto italiano in quanto il personaggio non è il classico animale antropomorfo ma un'invenzione del tutto originale. Esordì nella serie Cucciolo e Beppe nell'agosto 1952 e, spinto anche dalle richieste dei lettori, diverrà poi titolare di una propria testata dal luglio 1953. A caratterizzarlo graficamente fu Giorgio Rebuffi, cartoonist di taglio umoristico che dimostrò in questo periodo una sorprendente capacità produttiva di tavole e storie, mentre affina progressivamente lo stile affrancandosi dagli stereotipi disneyani richiesti espressamente dalla casa editrice Alpe che ne pubblica i fumetti. Allo sceneggiatore Renzi e al disegnatore Rebuffi si affiancò poi il disegnatore Umberto Manfrin. Verranno inseriti nuovi personaggi, come il maggiordomo Saetta e il cagnolino Ullaò, l'Ammiraglio Bombarda, il nipote Caucciù e altri personaggi di ispirazione satirica, quali il Ragionier Rossi e l'Avvocato del Diavolo. Dopo un buon successo iniziale, le vendite, dopo la morte dell'editore Caregaro, diminuirono progressivamente fino alla chiusura alla fine degli anni ottanta. Alcuni di questi albi furono esportati anche in Grecia.
Pochissimo dopo, nell'agosto 1990, senza interpellare il creatore del personaggio, la casa editrice Fratelli Vallardi, pubblicò una nuova testata settimanale dedicata al personaggio che nell'indicazione in copertina degli anni di edizione riprendeva quella degli albi del passato e per i contenuti aveva rubriche ispirate al settimanale Topolino, ma il tentativo di aggiornare i personaggi non riscosse il successo sperato e nonostante i numerosi collaboratori già affermati nel campo dell'editoria fumettistica e la buona campagna pubblicitaria, la testata, il cui lancio fu anche accompagnato da due episodi pilota per una serie a cartoni animati, Tiramolla Adventures, chiuse a maggio 1993. Ricomparve nell'ottobre dello stesso anno per conto della casa editrice Comic Art, in una edizione mensile in bianco e nero. L'ennesimo tentativo di rilancio si fermò per una questione legata ai diritti, e con il numero di dicembre 1993 si concluse definitivamente la pubblicazione. Nel 2008 il personaggio fece una breve comparsa in "Cavandoli!", un fumetto disegnato da una trentina di autori umoristici italiani in omaggio a Osvaldo Cavandoli e alla sua Linea pubblicato sul primo numero della rivista PUCK! In occasione dei 50 anni gli venne dedicato un volume firmato dai tre autori storici: Rebuffi, Renzi, Manfrin.

## Altri media
Nel 1992 la Dan Video ha prodotto una miniserie a cartoni animati, chiamata Tiramolla Adventures, che ebbe solo distribuzione in VHS. Si tratta di una serie realizzata nell'ambito di un tentativo di rilancio del personaggio, in un periodo in cui si ipotizzava anche la produzione di una stagione televisiva completa, di cui queste storie dovevano essere gli episodi pilota. La regia di era di Giuseppe Laganà, le musiche originali di Franco Godi. La voce di Tiramolla era di Tonino Accolla, quella di Molly di Marina Massironi. Tra gli altri doppiatori Antonio Paiola (Direttore), Mario Scarabelli (Saetta), Tony Fuochi (Bombarda), Davide Garbolino (Caucciù) e Grazia Migneco (Begonia).